# Polskie Towarzystwo Zapobiegania Narkomanii
Polskie Towarzystwo Zapobiegania Narkomanii, PTZN (ang. Polish Society for Prevention of Drug Abuse) – polska organizacja pozarządowa, powstała w 1983 roku jako Towarzystwo Zapobiegania Narkomanii (TZN). W 1998 roku zmieniono nazwę towarzystwa dodając słowo "Polskie". PTZN jest organizacją pożytku publicznego.
Statutowym celem stowarzyszenia jest przeciwdziałanie uzależnieniu i skutkom uzależnienia od narkotyków, alkoholu, palenia tytoniu i innych substancji psychoaktywnych.
Przewodniczącym Rady Naukowej PTZN jest prof.dr hab.n.med. Józef Kocur.
Organizacja  około 30 oddziałów na terenie kraju oraz 2 ośrodki rehabilitacyjno-readaptacyjne dla dzieci i młodzieży uzależnionej (w Brzezince i Wólce Przybójewskiej). W 2006 roku zarejestrowanych było 29 jednostek terenowych stowarzyszenia.